# 江戸むらさき (お笑いコンビ)
江戸むらさき（えどむらさき）は、野村浩二と磯山良司によるお笑いコンビ。所属事務所はホリプロ→ホリプロコム。1996年結成。2018年4月より活動休止中。

## メンバー
- 野村浩二（のむら こうじ、1977年4月20日（47歳） - ）
  - 身長177cm、体重68kg、血液型はO型、茨城県下妻市出身[3]。ツッコミ担当。
  - 劇団3numberの座長。
  - 2022年1月15日、自身がMCを務める情報番組『サタふく』にて結婚を発表した[4]。

- 磯山良司（いそやま りょうじ、1977年11月8日（47歳） - ）
  - 身長163cm、体重76kg、血液型はB型、茨城県下妻市出身。ボケ担当。

## 略歴
中学2年生のころ芸人になると決めた磯山が、幼馴染の野村を高校時代に誘いコンビ結成。
2004年、45校の学園祭に出演し、学園祭出演数総合1位となった。
2018年3月22日、磯山が実家のラーメン屋を手伝うため、コンビとしての活動休止を発表。当初、芸人を辞めるつもりで事務所および野村へ解散・退社を申し入れたが、「ラーメン屋を立て直してから芸人を再開すればいい」と提案を受け、活動休止を選択した。

## 特徴
デビュー当時はショートコントが軽視される傾向にあり、オーディションなどで他の芸人のマネージャーから「俺、ショートコントはネタって認めてないから」という言葉を浴びせられたという。
磯山曰く、ショートコントでは「テンポ」「テンション」「ナンセンス」の3点にこだわっている。

## 賞レース

### 爆笑オンエアバトル
- - 第2回チャンピオン大会 予選6位敗退
  - 第4回チャンピオン大会 セミファイナル9位敗退
  - 第5回チャンピオン大会 セミファイナル10位敗退
  - 第6回チャンピオン大会 セミファイナル6位敗退

### キングオブコント
- 2008年 - 2回戦進出
- 2009年 - 2回戦進出
- 2010年 - 2回戦進出
- 2011年 - 3回戦進出
- 2012年 - 準々決勝進出
- 2013年 - 2回戦進出
- 2014年 - 1回戦敗退
- 2015年 - 1回戦敗退
- 2016年 - 1回戦敗退

### お笑いホープ賞
- 第1回（2003年） - 決勝進出

## 出演

### テレビ
- エンタの神様（日本テレビ） - キャッチコピーは「ショートコントのデパート」
- 爆笑オンエアバトル（NHK） 戦績23勝3敗 最高505KB ゴールドバトラー認定
- 笑いの金メダル（朝日放送・テレビ朝日）金メダル2個獲得
- おはよう茨城（フジテレビ）
- 爆笑ピンクカーペット（フジテレビ） - キャッチコピーは「天下泰平」
- 新春ホワイトカーペット（フジテレビ） - キャッチコピーは「天下泰平」
- ネポスこどもCLUB（BSフジ・キッズステーション、2004年10月4日 - 2006年9月29日）
- 土曜スタジオパーク（NHK、2010年4月 - 2012年3月）MC（アシスタント）
- 最強武将伝 三国演義（テレビ東京）野村：陳宮・関平役　磯山：典韋・許褚役
- トコトンハテナ（テレビ東京、2010年9月26日 - 2012年3月25日）レポーター
- 快撮⇒ちば・いばらき行（J:COMチャンネル）
- 勇者ヨシヒコと魔王の城 第1話（2011年7月8日、テレビ東京）
- コドモ警察 第6話（2012年5月24日、MBSテレビ）
- 関東ふるさとタイム（2012年10月 - 、にっぽんケーブルチャンネル）
- 江戸むらさきのニコジョッキー（2013年8月9日、ニコジョッキー）
- マリンの海物語!〜ドリームプロジェクトM〜（2014年1月 - 2014年10月 、BS-TBS）磯山・ナレーション
- サタふく（2017年4月 ‐ 、福島テレビ）2018年3月まではレポーター、2018年4月以降は野村のみMC

### ラジオ

#### 過去
- ゴッドアフタヌーン アッコのいいかげんに1000回（ニッポン放送系、土曜11:00-13:00、中継コーナー）
- どよう楽市（NHKラジオ第1放送、2008年4月（磯山）2009年4月（野村）-2010年3月 中継コーナー）

## コマーシャル
- 資生堂「uno」

## DVD
- イエヤス 爆笑セレクション Vol.3（2005年11月25日）
- 死球〜dead ball〜 Vol.4 （2005年4月27日 徳間ジャパンコミュニケーションズ）
- 爆笑オンエアバトル 江戸むらさき（2005年2月16日 NHKソフトウェア）
- ホリプロお笑い紅白ネタ合戦（2004年12月15日 ユニバーサルミュージック）
- B.M.W. 〜BEST MEETS WORST〜（2004年12月1日 ユニバーサルミュージック）
- 磁石のケータイハンター〜世界一簡単な記憶クイズ〜 vol.4（2010年04月23日 竹書房）

## 書籍
- 江戸むらさきの爆笑ショートコント 英知出版 （2005年8月）